# All Eyez on Me
Az All Eyez on Me 2Pac amerikai rapelőadó dupla albuma. Az 1996 elején kiadott album mindenképp mérföldkövet jelentett a rap történetében, hiszen ez volt az első kétlemezes rapalbum. 2Pac olyan nevekkel dolgozhatott ezen a lemezen, mint Dr. Dre, DJ Quik, Daz Dillinger, Kurupt, E-40, Redman, Method Man, Snoop Dogg vagy éppen Nate Dogg. Az album sikerét fémjelzi, hogy eddig több mint 15 millió példányban kelt el, és szinte minden toplistát sikerült meghódítania. Az All Eyez on Me-ről származik többek között a nagy sikerű California Love című szám is, melyet Shakur Dr. Drével és Roger Troutmannel készített közösen, és ami szinte napjainkig az egyik legsikeresebb klubszerzemény. 2020-ban Minden idők 500 legjobb albuma listán 436. helyen szerepelt.

## Számok

### CD 1
1. Ambitionz az a Ridah – 4:38
2. All Bout U – 4:37
3. Skandalouz – 4:08
4. Got My Mind Made Up – 5:12
5. How Do U Want It – 4:47
6. 2 of Amerikaz Most Wanted – 4:06
7. No More Pain – 6:14
8. Heartz of Men – 4:43
9. Life Goes On – 5:01
10. Only God Can Judge Me – 4:57
11. Tradin’ War Stories – 5:30
12. California Love (Remix) – 6:26
13. I Ain’t Mad at Cha – 4:53
14. Whatz Ya Phone # – 5:09

### CD 2
1. Can’t C Me – 5:31
2. Shorty Wanna Be Thug – 3:52
3. Holla at Me – 4:55
4. Wonda Why They Call U Bytch – 4:18
5. When We Ride – 5:09
6. Thug Passion – 5:07
7. Picture Me Rollin’ – 5:14
8. Check out Time – 4:39
9. Rather Be Ya Nigga – 4:14
10. All Eyez on Me – 5:08
11. Run tha Streetz – 5:16
12. Ain’t Hard 2 Find – 4:28
13. Heaven Ain’t Hard 2 Find – 3:58